# Wolfgang Bialas
Wolfgang Bialas (* 1954 in Gotha) ist ein deutscher Philosoph und Historiker.
Nach einer Promotion zur Religionsphilosophie Hegels an der Universität Leipzig im Jahr 1982 habilitierte sich Bialas 1994 zur Kritischen Theorie der Frankfurter Schule. Seit 1992 arbeitete er am Forschungsschwerpunkt Wissenschaftstheorie und -geschichte der Förderungsgesellschaft Wissenschaftliche Neuvorhaben in Berlin. Anschließend war er Mitarbeiter einer Max-Planck-Forschungsgruppe an der Universität Potsdam. Von 2000 bis 2003 hatte er eine DAAD-Professur an der Universität Irvine, Kalifornien und von 2004 bis 2007 eine Professur für politische Philosophie und Cultural Studies in den Arabischen Emiraten. Danach arbeitete er an einem DFG-Projekt zum Thema „Die moralische Ordnung des Nationalsozialismus. Zum Zusammenhang von Philosophie, Ideologie und Moral“ am Hannah-Arendt-Institut in Dresden.
Seine Arbeitsschwerpunkte sind die Philosophie der deutschen Zwischenkriegszeit und des Nationalsozialismus, die klassische deutsche Philosophie und die Geschichtsphilosophie.

## Schriften (Auswahl)
- Geschichtsphilosophie in kritischer Absicht im Übergang zu einer Teleologie der Apokalypse. Die Frankfurter Schule und die Geschichte. Peter Lang, Frankfurt/M. 1994.
- Vom unfreien Schweben zum freien Fall. Ostdeutsche Intellektuelle im gesellschaftlichen Umbruch. Fischer, Frankfurt/M. 1996.
- Hrsg. mit Manfred Gangl: Intellektuelle im Nationalsozialismus. Peter Lang, Frankfurt/M. u. a. 2000.
- Politischer Humanismus und „Verspätete Nation“. Helmuth Plessners Auseinandersetzung mit Deutschland und dem Nationalsozialismus (= Schriften des Hannah-Arendt-Instituts. Band 42). Vandenhoeck & Ruprecht, Göttingen 2010.
- Hrsg. mit Lothar Fritze: Ideologie und Moral im Nationalsozialismus (= Schriften des Hannah-Arendt-Instituts. Band 50). Vandenhoeck & Ruprecht, Göttingen 2014, ISBN 978-3-525-36961-6.
- Hrsg. Moralische Ordnungen des Nationalsozialismus (= Schriften des Hannah-Arendt-Instituts. Band 52). Vandenhoeck & Ruprecht, Göttingen 2014, ISBN 978-3-525-36963-0.
- Hrsg. Aurel Kolnais „Der Krieg gegen den Westen“. Eine Debatte (= Berichte und Studien. Band 74). V&R unipress, Göttingen 2019, ISBN 978-3-8471-0822-1.
- Hrsg. mit Lothar Fritze: Nationalsozialistische Ideologie und Ethik. Dokumentation einer Debatte (= Schriften des Hannah-Arendt-Instituts. Band 65). Vandenhoeck & Ruprecht, Göttingen 2020.